# Road Crew
Road Crew est un groupe de garage rock américain, originaire de Los Angeles, en Californie. Formé à la fin 1983, le groupe comprend les futurs membres de Guns N' Roses Slash, Steven Adler et Duff McKagan.

## Biographie
Après la séparation de son précédent groupe Tidus Sloan, Slash se retrouve sans groupe. Son ami d'enfance, Steven Adler, qui a joué de la batterie avec lui, lui suggère de former un groupe. Après avoir essayé le groupe de heavy metal London, ils décident de former leur propre groupe et diffusent une annonce sur The Recycler pour un bassiste avant d'auditionner un chanteur. Malgré  plusieurs appels, seul Duff McKagan souhaitera les rencontrer.
McKagan est parti de Seattle pour vivre à Los Angeles,, et avait déjà fait la rencontre de membres de The Fartz Fastbacks et 10 Minute Warning tandis qu'il a jouer de la batterie durant un concert de Johnny Thunders. Peu après son emménagement, il répond à l'annonce de Slash et Adler, au Canter's Deli